# کوه آربل
کوه آربل (به لاتین: Mount Arbel) یک کوه در اسرائیل است که در جلیل واقع شده‌است. کوه آربل ۱۸۱ متر بالاتر از سطح دریا واقع شده‌است.